# Lungkwitz

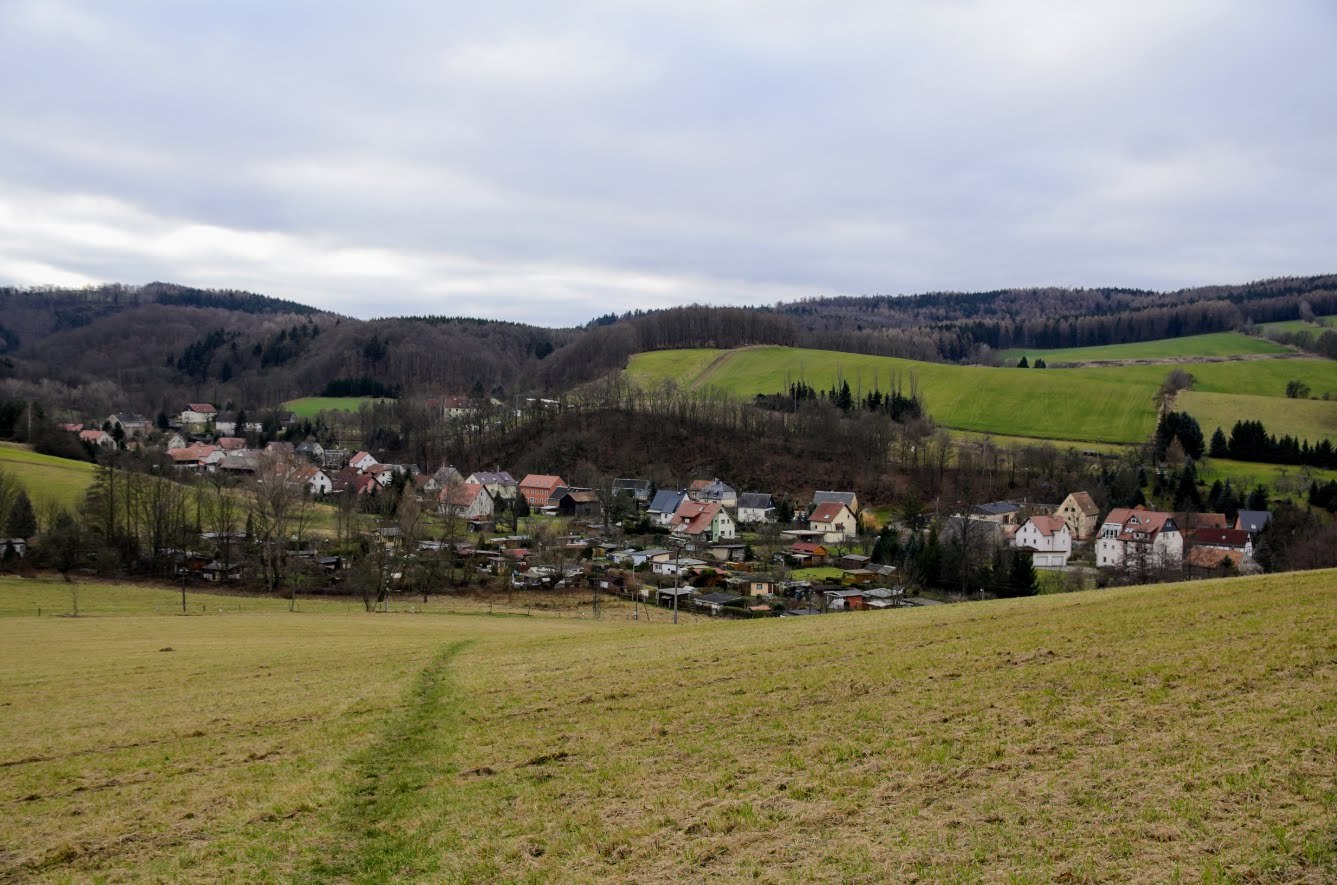
Blick auf Lungkwitz im Hintergrund der Wilisch-Höhenzug

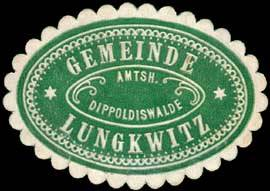
Siegelmarke der Gemeinde Lungkwitz

Lungkwitz ist ein Ortsteil der Gemeinde Kreischa im Landkreis Sächsische Schweiz-Osterzgebirge. Der Ort befindet sich in 14 km Luftlinie südöstlich vom Stadtzentrum Dresdens.

## Geografie

### Lage
Lungkwitz ist von seiner Siedlungsform her ein Waldhufendorf mit einer Länge von drei Kilometern. Das Ortsbild wird von einigen zweigeschossigen Bauernhöfen, seit dem 19. Jahrhundert auch von Häusleranwesen bestimmt.
Der Ort befindet sich im Kreischaer Becken und wird vom Lockwitzbach (auch Grimmsches Wasser oder Lungkwitzbach) von Südosten nach Nordwesten durchflossen, welcher südlich des Orts in einem Engtal den Höhenzug des Wilisch (475 m) (Karsdorfer Verwerfung) durchbricht. Hier befindet sich die Teufelsmühle. Westlich des Orts befindet sich der Burgberg, östlich der Braunsberg.
Am nördlichen Ortsende befindet sich Schloss und Stiftsgut Lungkwitz.
Der Ort liegt auf etwa 250 Metern Meereshöhe und wird von der Staatsstraße 183 erschlossen.

### Nachbarorte
| Kreischa             | Saida                                       | Wittgensdorf |
| Hermsdorf am Wilisch | Kompassrose, die auf Nachbargemeinden zeigt |              |
| Hirschbach           | Hausdorf                                    | Maxen        |

## Geschichte

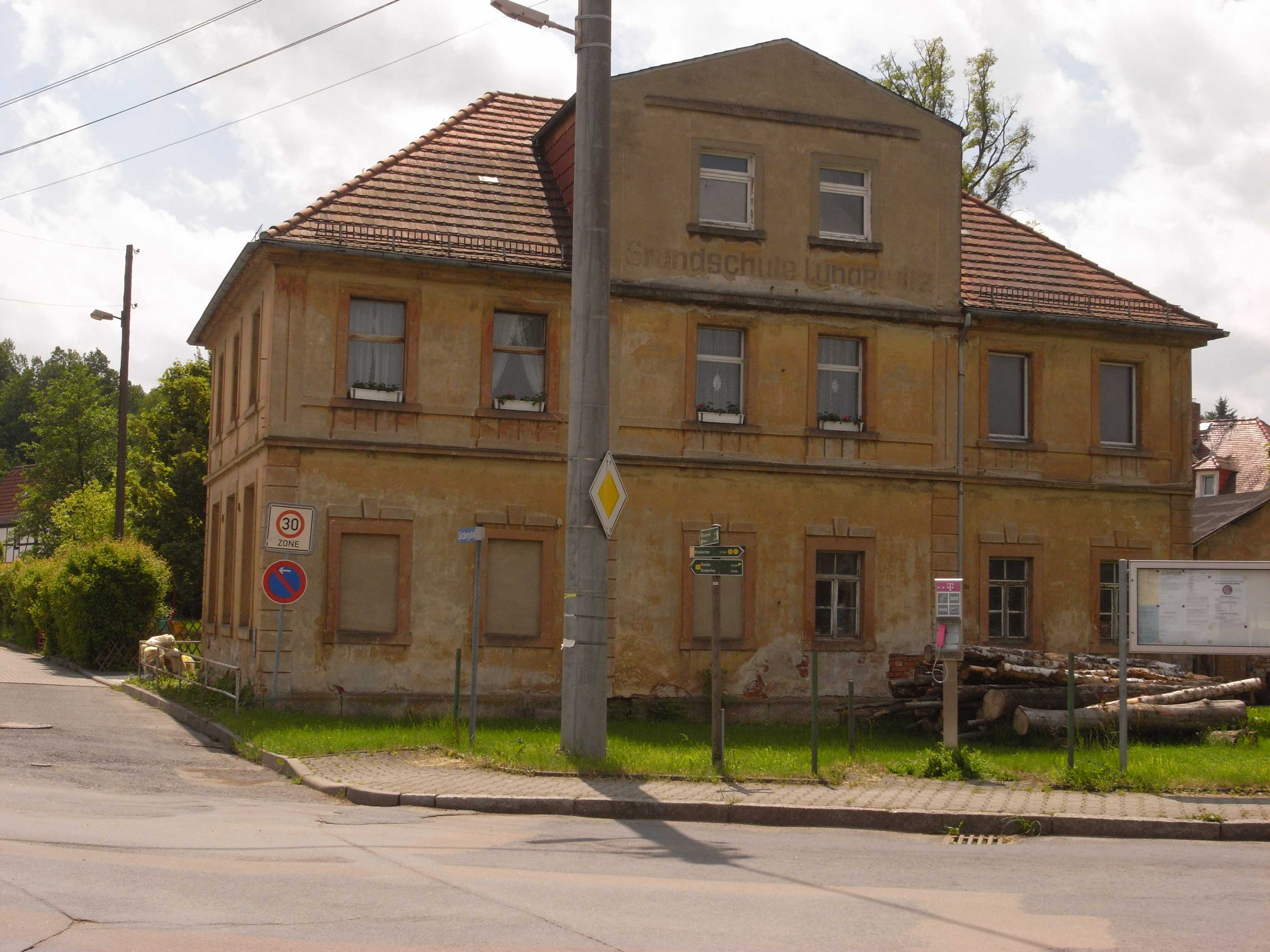
Alte Schule für Lungkwitz und Wittgensdorf (1859 errichtet)

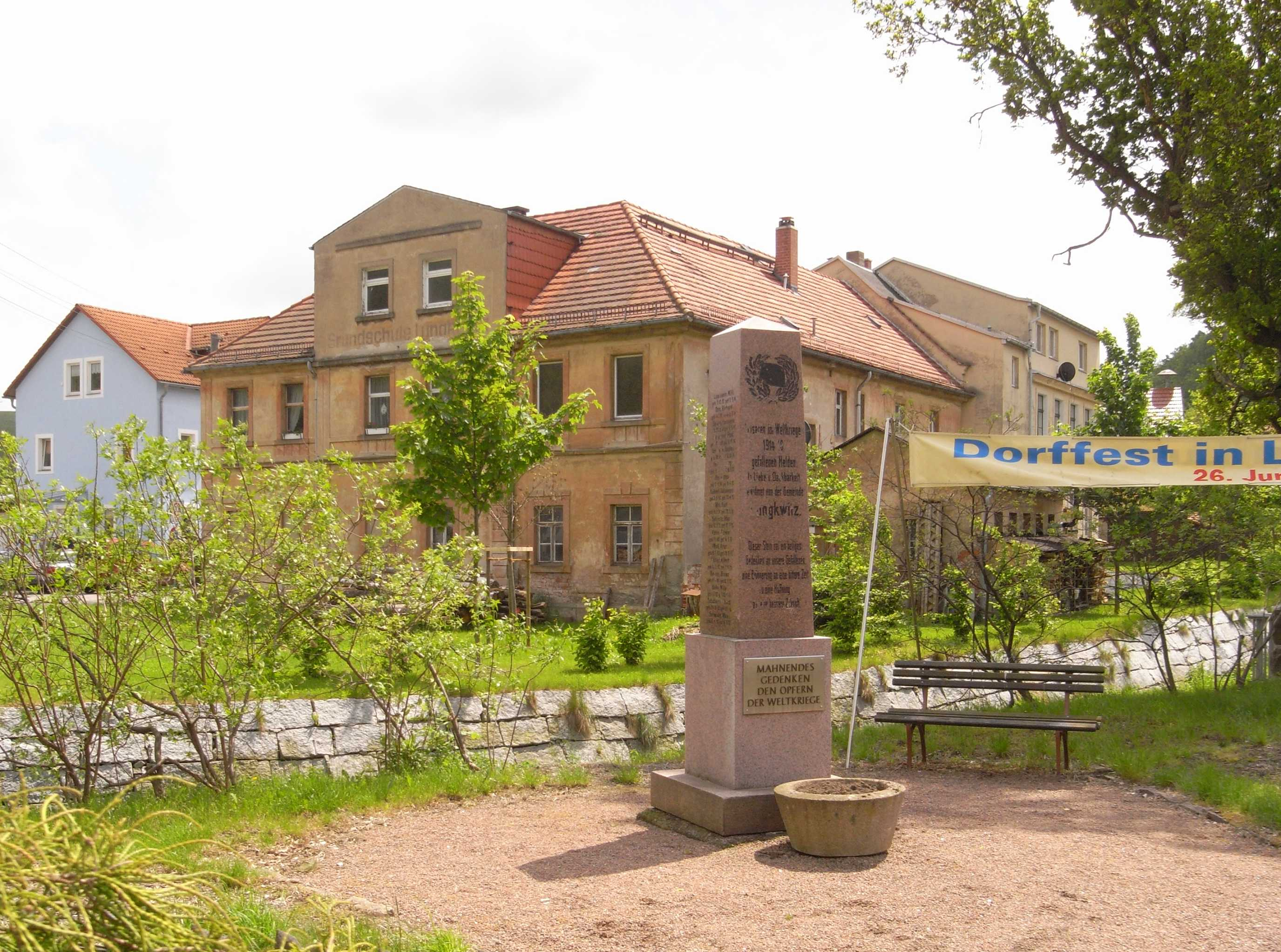
Denkmal für die Opfer der beiden Weltkriege (Meißner Granit)

Lungkwitz wurde im Jahr 1340 als Lungwitz erstmals urkundlich erwähnt. 1445 unterstand Lunckewitz der Pflege Dohna.
Die Urkunde von 1445 belegt, dass Heinz von Zschieren zu Lungkwitz „11 Schock geldis und ein gut vorwergk (Hermsdorf), angeschlagen mit 2 pferden“, in der Pflege Dohna besitzt. Er erhält den Lehnsbrief 1448 „… mit obiren gerichten inmaßen sein Vater seelig die gehabt…“. 1464 heißt es dazu „… über wunden und lebenden …“.
Die Grundherrschaft der Lungkwitzer Flur gehörte zum Teil dem Rittergut Lungkwitz, zum Teil dem Rittergut Oberkreischa, welches zwischen 1548 und 1764 dokumentiert ist.
Verwaltungstechnisch war Lungkwitz ebenfalls geteilt. So unterstand der erstere Teil ab 1548 dem Amt Pirna (links der Elbe), während der Oberkreischaer Teil vom Amt Dresden verwaltet wurde. Ab 1856 war Lungkwitz Teil des Gerichtsbezirkes Dippoldiswalde, ab 1875 der Amtshauptmannschaft Dippoldiswalde. 1952 kam Lungkwitz zum neuen Kreis Freital und wurde 1973 nach Kreischa eingemeindet.
Lungkwitz ist seit jeher zu Kreischa gepfarrt. Von 1859 bis 1973 hatte der Ort ein eigenes Schulwesen, zu dem auch das benachbarte Wittgensdorf gehörte.
Das nach 1945 heimlich geborgene und in den 1990er Jahren restaurierte Kriegerdenkmal aus dem Ersten Weltkrieg wurde am 14. November 1997 am alten Platz in der Dorfmitte neu geweiht. Es erinnert und mahnt an die Gefallenen beider Weltkriege.

### Schloss und Stiftsgut Lungkwitz

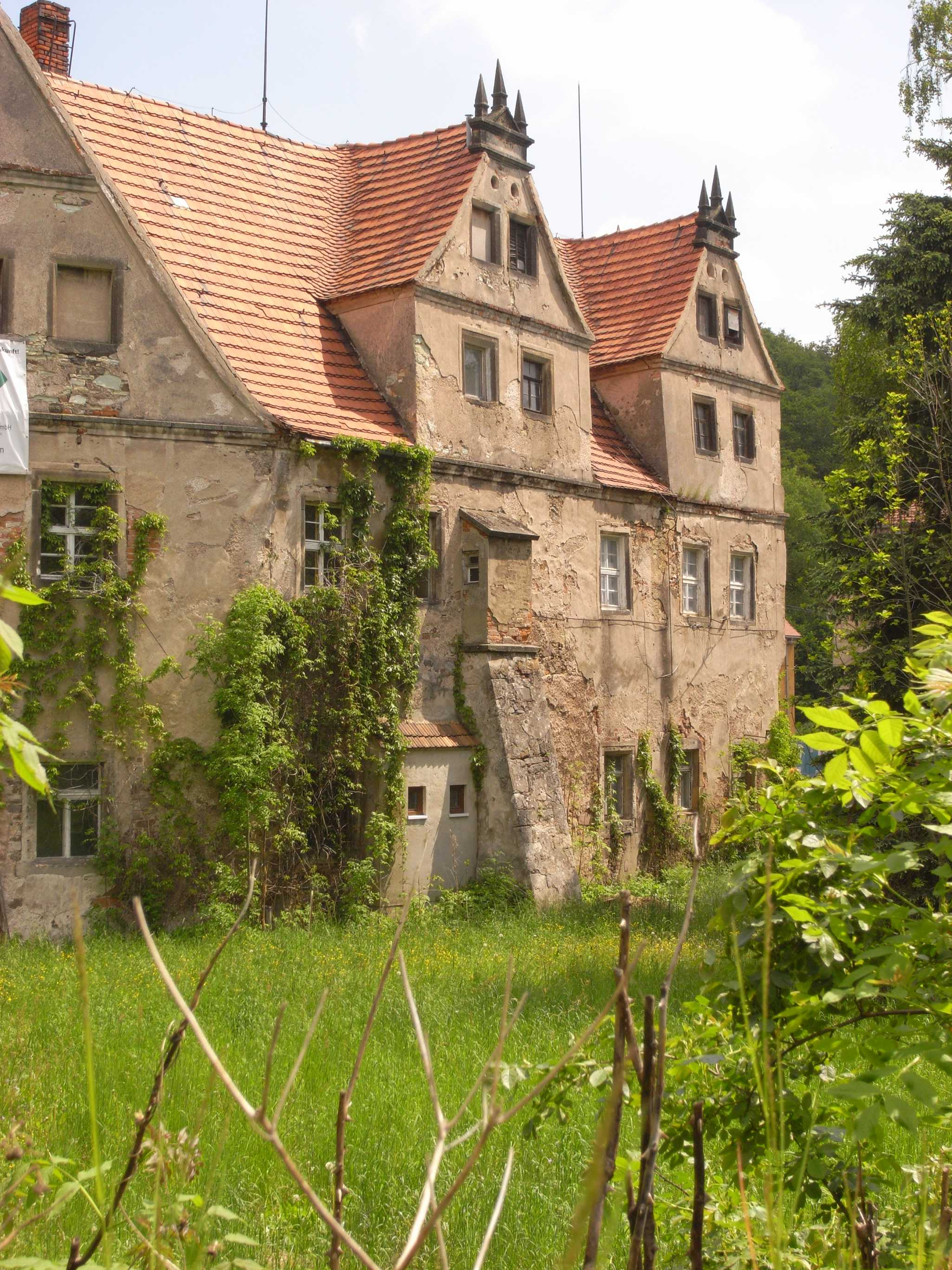
Das Schloss von der Straßenseite (Aufnahme von 2011)

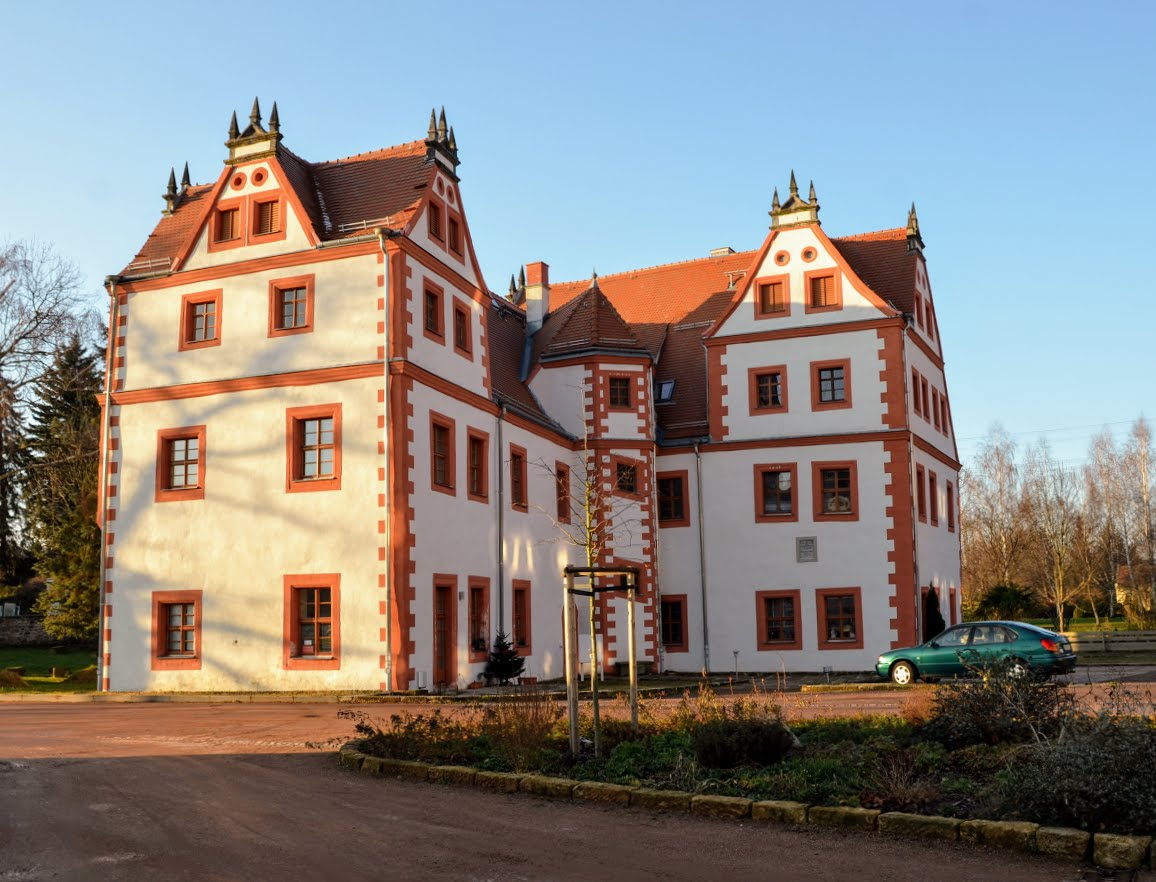
Schloss Lungkwitz nach der Sanierung (2017)

Die Anlage von Schloss und Stiftsgut Lungkwitz am Nordausgang von Lungkwitz ging aus einer alten Wasserburg hervor, die vor 1445 errichtet wurde. Der Komplex umfasst mehrere größere Gebäude, die sich um einen langgestreckten Hof gruppieren.

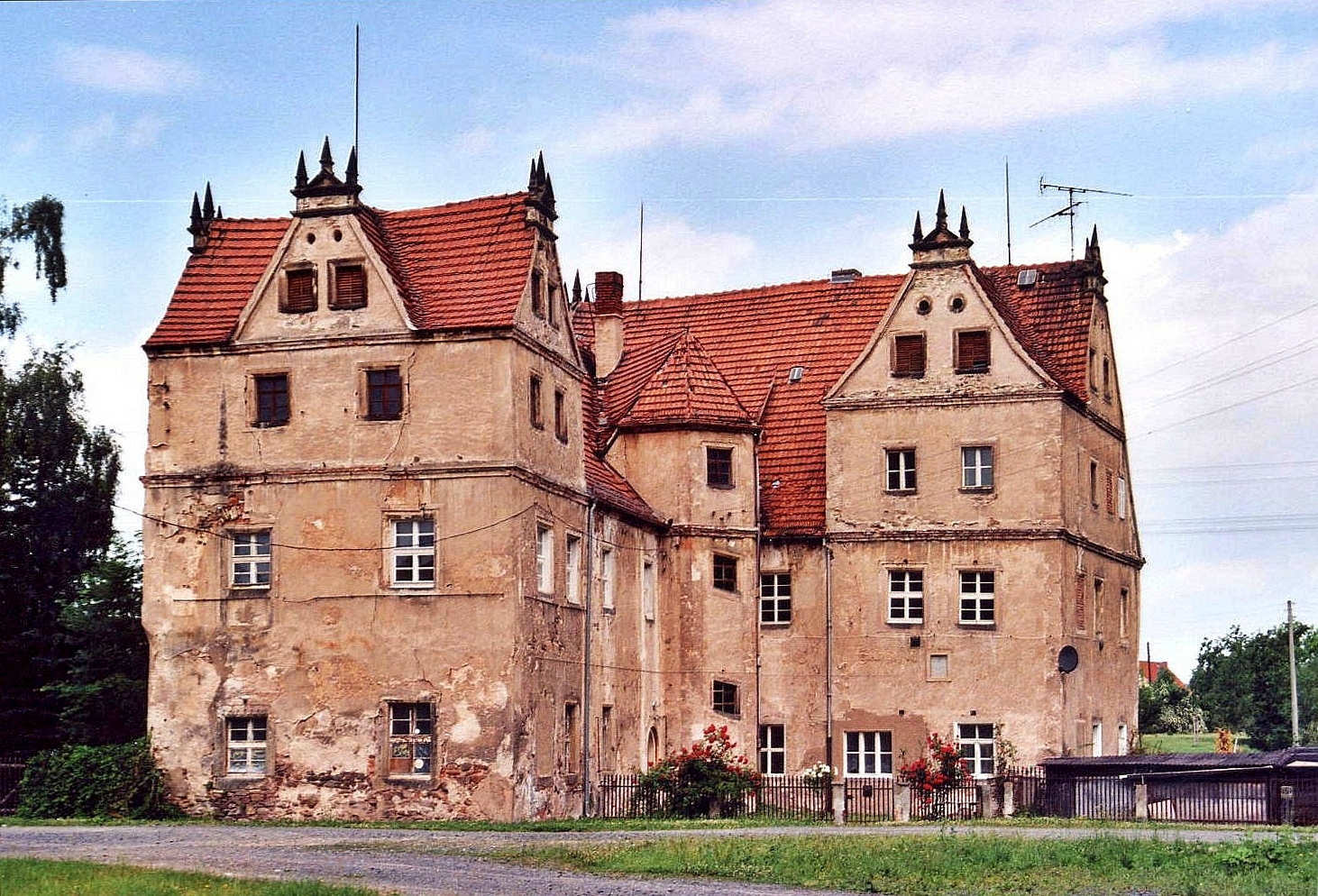
Schloss Lungkwitz vor der Sanierung (Aufnahme von 2006)

Das älteste Gebäude ist das Alte Herrenhaus (heute als Turmscheune bezeichnet), das um 1550 erbaut wurde. Vermutliche Bauherren sind Hans von Carlowitz auf Zuschendorf (1547) oder Hans von Zschieren (1551). Das Haus beinhaltete im Erdgeschoss Stallungen und im Obergeschoss herrschaftliche Wohnungen. An der Hofseite befindet sich ein Treppenturm mit Welscher Haube und spitzer Laterne.
Das Schlossgebäude wurde zwischen 1619 und 1621 unter Peter von Zschieren an der Nordwestecke des Gutshofes als Renaissancebau errichtet und war ursprünglich von Wassergräben umgeben. Es besteht aus zwei orthogonal ausgerichteten Gebäudeflügeln, die durch einen Treppenturm verbunden sind. Das Gebäude verfügt über Satteldächer und Schmuckgiebel.
1724 wurde das Gut an den kurfürstlich-sächsischen Hof- und Justizrat Dr. Johann Christian Bennemann verkauft. Nach seinem Tod ging es an seine Witwe Christiane Bennemann über, die es 1760 in eine mildtätige Stiftung umwandelte. Diese Bennemann-Stiftung beinhaltete die Gründung eines Altenstiftes für achtzehn verarmte evangelische Witwen oder Jungfrauen aus höherem Stande und von ehrbarer Herkunft im Alter von über 50 Jahren. Ihre Wohnungen wurden im Schloss eingerichtet.
Gegenüber dem Schloss entstand 1842 das Gebäude des Witwenstiftes mit kleinen Wohnungen, Speisegewölbe, Gemeinschaftsküche und Waschraum. Das Gebäude verfügt über zwei Sitznischenportale aus Sandstein.
Zum Gut gehörten weiterhin das Verwalterhaus (1832), ein langgestrecktes Stallgebäude (1882) und eine reich gestaltete Gartenanlage, die ab 1831 in einen englischen Landschaftspark umgestaltet wurde.
Das Gut mit über 400 ha Grundbesitz fiel 1945/46 unter die Bodenreform in der SBZ und wurde grundbuchlich der Gemeinde Lungkwitz übereignet. Das Schlossgebäude und Teile der Nebenanlagen wurden seitdem für Wohnungen genutzt, standen aber nach 1990 teilweise leer und verfielen. Im Rahmen einer Notsicherung wurde 1993 die Turmhaube des Alten Herrenhauses abgenommen und im Hof gelagert.
Seit 2011 erfolgt die abschnittsweise Sanierung des Gebäudekomplexes für Wohnzwecke. Bislang wurden bereits das Alte Herrenhaus und der Witwenstift fertiggestellt. Dabei erhielt der Treppenturm des Alten Herrenhauses seine Turmhaube zurück. Die Sanierung des eigentlichen Schlossgebäudes erfolgte bis Ende 2014.

### Lungkwitzer Promenaden

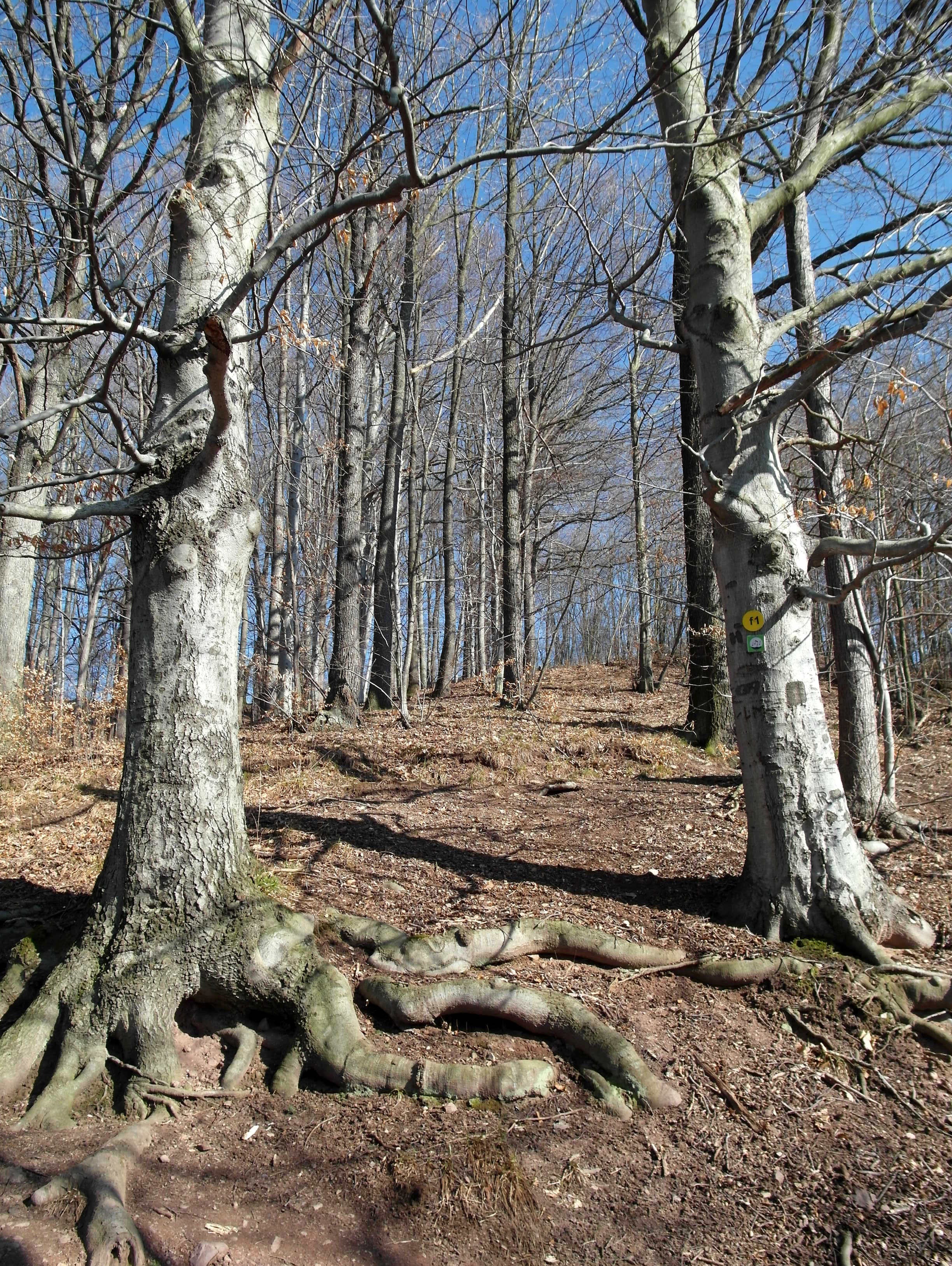
Robert und Clara Schumann Wege im Eichberg Lungkwitz (Kreischa)

Besonderen Wert legten die Rittergutsbesitzer stets auf die Pflege der Promenaden, heute „Lungkwitzer Anlagen“ genannt. Diese befinden sich auf dem östlich des Lungwitzbaches gelegenen Hang. Christiane Bennemann bestimmte in ihrem Testament, dass der Förster dieselben „gut unterhalten und die schönen Waldungen pfleglich beaufsichtigen“ soll. So wurde es bis zur Bodenreform gehalten. Danach verfielen sie. Von Ferne nicht sichtbar, laden verschlungene schattige Wege zum stillen Spaziergang ein. Sie waren früher mit Bänken, sogar mit einer kleinen Bühne versehen, von der aus man einen prächtigen Blick auf das Lungkwitzer Tal hatte.
Berühmt geworden sind die zahlreichen Borken- und Stengellauben. Im Strohtempel – schon fast auf der Saidaer Höhe – trank Robert Schumann mit seiner Clara den Eierpunsch.
Der untere Weg enthält im Hang eine geologisch-historische Merkwürdigkeit: die fünf Soldatenhöhlen. Die Hohlräume dienten Lagerzwecken (u. a. Einschüttöffnungen für Wintereis zum Zwecke der Kühlung in Frühling und Sommer). Im Frühjahr 1997 wurden die untertägigen Objekte von ABM-Kräften entrümpelt. Auch der anliegende untere Weg wurde befestigt.

### Entwicklung der Einwohnerzahl
| Jahr | Einwohnerzahl                           |
| ---- | --------------------------------------- |
| 1548 | 28 besessene Mann                       |
| 1764 | 7 besessene Mann, 7 Gärtner, 21 Häusler |
| 1834 | 411                                     |
| 1871 | 621                                     |
| 1890 | 672                                     |
| 1910 | 813                                     |

| Jahr | Einwohnerzahl |
| ---- | ------------- |
| 1925 | 830           |
| 1939 | 841           |
| 1946 | 1011          |
| 1950 | 978           |
| 1964 | 826           |

## Persönlichkeiten
Mit Lungkwitz verbunden sind:
- Peter Schreier (* 1935,† 25. Dezember 2019), Opernsänger, wohnhaft in Lungkwitz